# Phyllanthus ukagurensis
Phyllanthus ukagurensis är en emblikaväxtart som beskrevs av Radcl.-sm.. Phyllanthus ukagurensis ingår i släktet Phyllanthus och familjen emblikaväxter. Inga underarter finns listade i Catalogue of Life.